# Мария Антония Бурбон-Сицилийская (1784—1806)
Мария Антония Тереза Амелия Джованна Баттиста Франческа Гаэтана Мария Анна Люсия Бурбон-Сицилийская (14 декабря 1784, Казерта, Кампания — 21 мая 1806, Аранхуэс, Мадрид) — испанская кронпринцесса и супруга наследника трона. Принцесса была младшей дочерью в семье короля Обеих Сицилий Фердинанда I и его супруги Марии Каролины Австрийской. Мать назвала её в честь своей любимой сестры, королевы Франции Марии-Антуанетты.

## Биография
Мария Антония была рождена в Королевском дворце в Казерте. Уже к семнадцати годам говорила на нескольких языках и была всесторонне образованна. Современники так говорили о ней: «Принцесса Астурийская, достойная внучка Марии Терезии, кажется унаследовала от бабки как её характер, так и прочие достоинства».

## Замужество
По сложившейся традиции династических союзов, Мария Антония была помолвлена с принцем Астурийским Фердинандом, будущим королём Фердинандом VII. В то же время её старший брат Франциск в качестве второй жены выбрал сестру инфанта Фердинанда Марию Изабеллу.
4 октября 1802 года Мария Антония и инфант Фердинанд сочетались браком в Барселоне. Письма новоиспеченной принцессы Астурийской к матери показывают её глубокое разочарование мужем, который оказался невоспитанным и малопривлекательным внешне. Её мать Мария Каролина Австрийская так писала о несчастьях дочери своей подруге: «У принца Астурийского страшное лицо, полная фигура, круглые колени и ноги, тонкий писклявый голос и ко всему этому он ещё и абсолютно глуп. Хотя он и полноценен физически, они все ещё не муж и жена, после того как неделю спят вместе. Он неприятен, скучен и ленив, как и его сестра, и он ни на мгновение не оставляет свою жену. Он не образован и имеет ужасную привычку вечно хихикать. Их существование — это постоянное нахождение под унизительным наблюдением. Бедняжка Антуанетта шлёт письма, заставляющие меня рыдать. Она пишет: „Мама, тебя обманули. Ты слишком добрая мать, и не пожертвовала бы мною, если бы все это знала. Я не хочу жить, но буду вести себя достойно, чтобы заслужить вечную жизнь“.»
Ко всему прочему, принцесса не справлялась с основной своей задачей — родить наследника престола. Обе её беременности (в 1804 и 1805 годах) закончились выкидышами. Её мать, Мария Каролина, всегда испытывала жгучую неприязнь близости Французского и Испанского королевских домов и пыталась разрушить их связи с помощью своей дочери. Она даже предлагала отравить королеву и Годоя, но Мария-Луиза раскрыла заговор и стала публично выказывать невестке своё презрение. В одном из своих писем она так характеризует Марию Антонию: «плевок её матери, ядовитой гадюки, животное, наполненное желчью и ядом вместо крови, полудохлая лягушка и дьявольская змея».
Королева Мария-Луиза Пармская, уличив сноху в заговоре с целью собственного отравления, устроила обыск личных вещей принцессы и установила за ней слежку. Несмотря на принятые королевой меры, Марии Антонии удалось повлиять на мужа и убедить его в необходимости противодействия королеве Марии-Луизе и её фавориту Мануэлю Годою.

## Смерть

Герб Марии Антонии Бурбон-Сицилийской

Противостояние не продлилось долго, так как здоровье хрупкой принцессы было подорвано туберкулезом и она умерла 21 мая 1806 в Королевском дворце в Аранхуэсе. Ходили слухи, что принцесса была отравлена королевой Марией-Луизой, но никаких достоверных фактов, подтверждающих это, представлено не было, хотя мать Марии Антонии до последнего дня верила в виновность Марии-Луизы Пармской. Принцесса была похоронена в Эскориале. После её смерти, Фердинанд VII вступал в брак ещё трижды:
- Мария Изабелла Португальская — умерла в результате врачебной ошибки во время тяжелых родов.
- Мария Жозефа Саксонская — скончалась бездетной.
- Мария Кристина Бурбон-Сицилийская — племянница Марии Антонии, родившаяся за месяц до её смерти.